# Auditoria militar no Brasil
Auditoria militar é a forma como são chamadas as varas criminais com atribuição específica de atuar em processos de crimes militares, em 1º Grau da Justiça Militar brasileira. Em cada auditoria militar trabalham além dos serventuários típicos da Justiça, tais como escrivão e outros auxiliares, um juiz de direito, intitulado de Juiz-auditor, auditor militar, ou juiz de Direito do Juízo Militar, no caso da justiça militar estadual.
Normalmente há também um outro juiz de direito, como juiz auditor substituto. Junto a essa vara criminal, atua um procurador militar, que nada mas é que um promotor de justiça, o qual tem em seu âmago funcional não apenas defender os interesses públicos gerais, como também os específicos, basilares da estrutura militar: hierarquia e disciplina. Esta defesa se dá, como em geral no Ministério Público, como autor (acusador), nas ações penais, ou terceiro interessado, nas demais ações.
Ao juiz auditor cabe conduzir as funções de ofício da Auditoria Militar. A função de processar propriamente dita, cabe aos Conselhos de Justiça, órgãos colegiados, formados por quatro oficiais das Armas, chamados então de juízes militares e um juiz togado, que no caso é o próprio juiz auditor. A presidência do Conselho cabe ao juiz militar de maior patente, ao juiz togado cabe relatar o processo. Todos os juízes militares devem ser superiores hierarquicamente ao réu.
Os Conselhos de Justiça que funcionam no âmbito das Auditorias Militares são de duas categorias: o Permanente, o qual atua em processos contra praças (de soldados a aspirantes-a-oficiais), no qual há um rodízio na formação dos juízes militares a cada três meses; e o Especial, que cabe processar oficiais (de tenentes a coronéis), sendo que, para esse Conselho, forma-se uma composição para cada processo [considerando principalmente, o posto do processado, eis que os seus membros deverão ser superiores àquele], e o acompanha até o seu término. A ação penal instaurada nas Auditorias Militares são de proposição originária dos inquéritos policiais militares, por sua vez instaurados pelo oficialato superior investido de autoridade de polícia judiciária militar.